# Marolles-les-Buis
Marolles-les-Buis – miejscowość i gmina we Francji, w Regionie Centralnym, w departamencie Eure-et-Loir.
Według danych na rok 1990 gminę zamieszkiwało 227 osób, a gęstość zaludnienia wynosiła 17 osób/km² (wśród 1842 gmin Centre, Marolles-les-Buis plasuje się na 913. miejscu pod względem liczby ludności, natomiast pod względem powierzchni na miejscu 971.).